# 野玫瑰之戀
《野玫瑰之戀》是一套1960年的英屬香港歌舞劇情片，由王天林執導，葛蘭、張揚出演男女主角。故事以喬治·比才的歌劇《卡門》和約瑟夫·馮·史丹堡的電影《藍天使》為藍本，描述一名野性不羈、顚倒衆生的夜總會歌女和年輕鋼琴師之間的愛情悲劇。該片的題材和視覺風格在當時的華語世界可謂相當超前，並入選「百部不可不看的香港電影」。片中歌曲部份取自西洋古典樂，部份原創，由李雋塡詞，幾乎全部成為國語經典。其中《說不出的快活》一曲被1993年電影《風塵三俠》翻唱後，也為新一代所認知。
在2005年，獲香港電影金像獎協會票選為「最佳華語片一百部」之一；2011年，被香港康樂及文化事務署香港電影資料館選為「百部不可不看的香港電影」之一。

## 故事簡介
影片以西洋歌劇《卡門》為藍本，將時空背景轉移至20世紀60年代初的香港北角的麗池夜總會和灣仔區，融合黑色電影和後現代元素，塑造出具有東方色彩的「北角卡門」。夜總會歌女鄧思嘉野性難馴，外號「野玫瑰」。她總愛在演出時大施魅力，頻頻與聽衆調情，更強調自己對男人是「見一個愛一個」。她最初以「征服者」的姿態引誘夜總會新聘請的鋼琴師梁漢華，最終卻雙雙墜入愛河。但因種種誤會和命運的戲弄致使他們之間的感情以悲劇結束。隨着劇情進展，觀衆逐漸明白野性外表下的鄧思嘉其實有一顆熱情善良的心。她對同事的全力襄助以及寧願犧牲自己的感情也要保全所愛之人的擧動，顯示出表面對人無情無愛，實際卻隱含無私奉獻和自我犧牲的高尙情操。

## 演員
- 葛蘭 飾 鄧思嘉
- 張揚 飾 梁漢華
- 雷達 飾 老王
- 馬力 飾 老田
- 劉恩甲 飾 林胖子
- 田 飾 小劉
- 歐陽莎菲 飾 漢華之母
- 王萊 飾 邵雪莉
- 蘇鳳 飾 吳素馨
- 沈雲 飾 李美美
- 唐迪 飾 獨眼龍
- 馬笑儂 飾 老王之妻

## 軼事
葛蘭於片中演唱《蝴蝶夫人》時穿着的和服為日本影星八千草薰所贈，這套和服也是草薰出演-日合製電影《蝴蝶夫人》片中所穿的。

## 影音光碟發行
- VCD發行（香港）：鐳射企業（語言：國語；字幕：英文、繁體中文）[9]
- DVD發行（香港）：鐳射企業（語言：國語；字幕：英文、繁體中文、簡體中文）[10]
- DVD發行（臺灣）：豪客唱片（語言：國語；字幕：繁體中文）[11]
- DVD發行（中國）：大聖文化（語言：國語；字幕：英文、簡體中文、繁體中文；繁體字幕有多處錯別字，可能是直接簡轉繁造成）

## 電影歌曲
| 曲別 | 歌名                                    | 原曲                        | 演唱者 | 作曲                | 作詞 |
| 插曲 | 〈卡門 （页面存档备份，存于）〉         | 〈愛情是一隻自由的鳥兒〉    | 葛蘭   | 塞巴斯提安·伊拉第爾 | 李雋 |
| 插曲 | 〈賭徒歌 （页面存档备份，存于）〉       | 〈女人是善變的〉            | 葛蘭   | 朱塞佩·威爾第       | 李雋 |
| 插曲 | 〈風流寡婦 （页面存档备份，存于）〉     | 〈風流寡婦〉                | 葛蘭   | 弗朗茲·萊哈爾       | 李雋 |
| 插曲 | 〈同情心〉                              | 原創                        | 葛蘭   | 服部良一            | 李雋 |
| 插曲 | 〈說不出的快活 （页面存档备份，存于）〉 | 〈 （页面存档备份，存于）〉 | 葛蘭   | 服部良一            | 李雋 |
| 插曲 | 〈蝴蝶夫人 （页面存档备份，存于）〉     | 〈蝴蝶夫人〉                | 葛蘭   | 賈科莫·普契尼       | 李雋 |

## 外部連結
- 香港影庫上《野玫瑰之戀》的資料（繁體中文）
- 互联网电影数据库（IMDb）上《野玫瑰之戀》的资料（英文）